# Mithridates I. (Kommagene)
Mithridates I. Kallinikos (altgriechisch ο Μιθριδάτης Καλλίνικος Mithridátēs Kallínikos; † 70 v. Chr.) war ein König armenisch-orontodischer Abstammung, der zwischen dem 2. und 1. Jahrhundert v. Chr. lebte.
Mithridates war ein Sohn und Nachfolger des Königs von Kommagene Samos II. Bevor er ihm 109 v. Chr. auf den Thron folgte, heiratete Mithridates die syrisch-griechische Prinzessin Laodike Thea Philadelphos als Teil eines Friedensabkommens. Mithridates nahm auch die griechische Kultur an. Laodike gebar den Sohn und späteren König Antiochos I. Mithridates starb 70 v. Chr. und Antiochos wurde sein Nachfolger. Dieser errichtete für ihn das Hierothesion in Arsameia am Nymphaios.